# Jean-Marie Saisset
Jean-Marie Saisset (Parigi, 13 gennaio 1810 – Parigi, 24 maggio 1879) è stato un militare e politico francese.

## Biografia
Figlio di un commerciante, studiò a Nancy, a Parigi e nel 1825 alla Scuola di marina di Angoulême, uscendone nel 1827 col grado di aspirante di 2ª classe. Nel 1830 prese parte alla presa di Algeri, nel 1837 fu nominato tenente di vascello, nel 1846 capitano di fregata.
Nel 1854 partecipò alla guerra di Crimea e nel 1859, come comandante della divisione navale d'Oceania, alla colonizzazione della Nuova Caledonia. Nel 1870, durante la guerra franco-prussiana, comandò i forti di Romainville, Rosny, Noisy e Nogent, e venne nominato vice-ammiraglio.
Eletto deputato del dipartimento della Senna l'8 febbraio 1871, fece parte della commissione parlamentare per i negoziati di pace con la Germania. Nominato da Thiers capo della Guardia nazionale di Parigi, ostile al governo, subito dopo l'insurrezione del 18 marzo cercò invano di ottenere il favore dei battaglioni dei quartieri borghesi contro le forze dei quartieri popolari, e di ritardare le elezioni del Consiglio della Comune per dare tempo alle forze di Versailles di organizzarsi.
Tornato a Versailles, nell'Assemblea Nazionale votò a favore dello scioglimento della Guardia nazionale e della messa in stato di assedio di Parigi, sostenendo il governo Thiers fino al 1873, quando appoggiò il nuovo governo di destra di Albert de Broglie. Non si ripresentò invece alle elezioni del 1876.